# Touffréville
Touffréville település Franciaországban, Calvados megyében. Lakosainak száma 391 fő (2022. január 1.). Touffréville Bavent, Cuverville, Escoville, Sannerville és Troarn községekkel határos.

## Népesség
A település népessége az elmúlt években az alábbi módon változott:
| Lakosok száma | 248  | 254  | 281  | 301  | 291  | 317  | 372  | 391  | 400  | 391  |
|               | 1968 | 1982 | 1990 | 2006 | 2013 | 2015 | 2017 | 2019 | 2020 | 2022 |